# Port de Saint-Nazaire
Le port de Saint-Nazaire est un port de commerce situé à Saint-Nazaire, dans le département français de la Loire-Atlantique. Aménagé sur la rive droite en bout d'estuaire de la Loire, il est constitutif du Grand port maritime de Nantes-Saint-Nazaire.

## Présentation
À sa création sous le Second Empire en 1856, le port de Saint-Nazaire  
déclasse celui de Paimbœuf qui était depuis le milieu du XVIIe siècle le principal avant-port de Nantes. Exerçant de nos jours des activités de manutention portuaire et de réparation navale, son développement est notamment soutenu par la construction navale et plus récemment par les filières liées aux énergies marines.

### Infrastructures
Le port de Saint-Nazaire dispose des infrastructures suivantes :
- avant-port : 7 ha délimités par deux jetées
- deux bassins à flot :
  - bassin de Saint-Nazaire au Sud : L : 580 m, l : 165 m
  - bassin de Penhoët au Nord : L : 1 080 m, l : 240 m
- deux écluses :
  - écluse Sud
  - écluse Est
- forme-écluse Louis Joubert : L : 350 m
- trois formes de radoub :
  - forme 1 : 241 m
  - forme 2 : 127 m
  - forme 3 : 170 m

L'avant-port, l'écluse Sud et les deux bassins sont alignés. Le port dispose également de différents moyens de levage, dont une bigue d'une capacité de 400 tonnes.

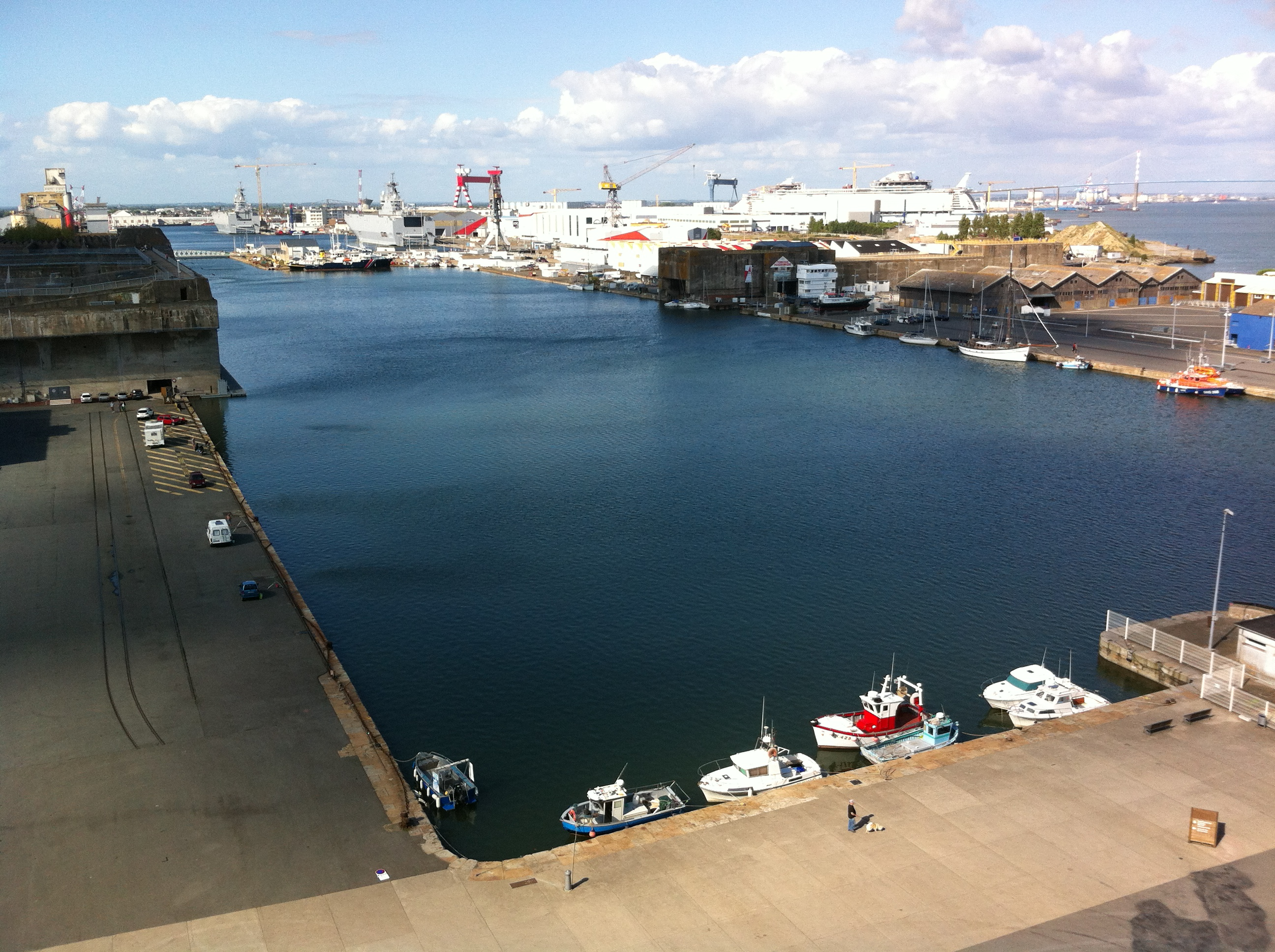
Bassins à flot du port de Saint-Nazaire.
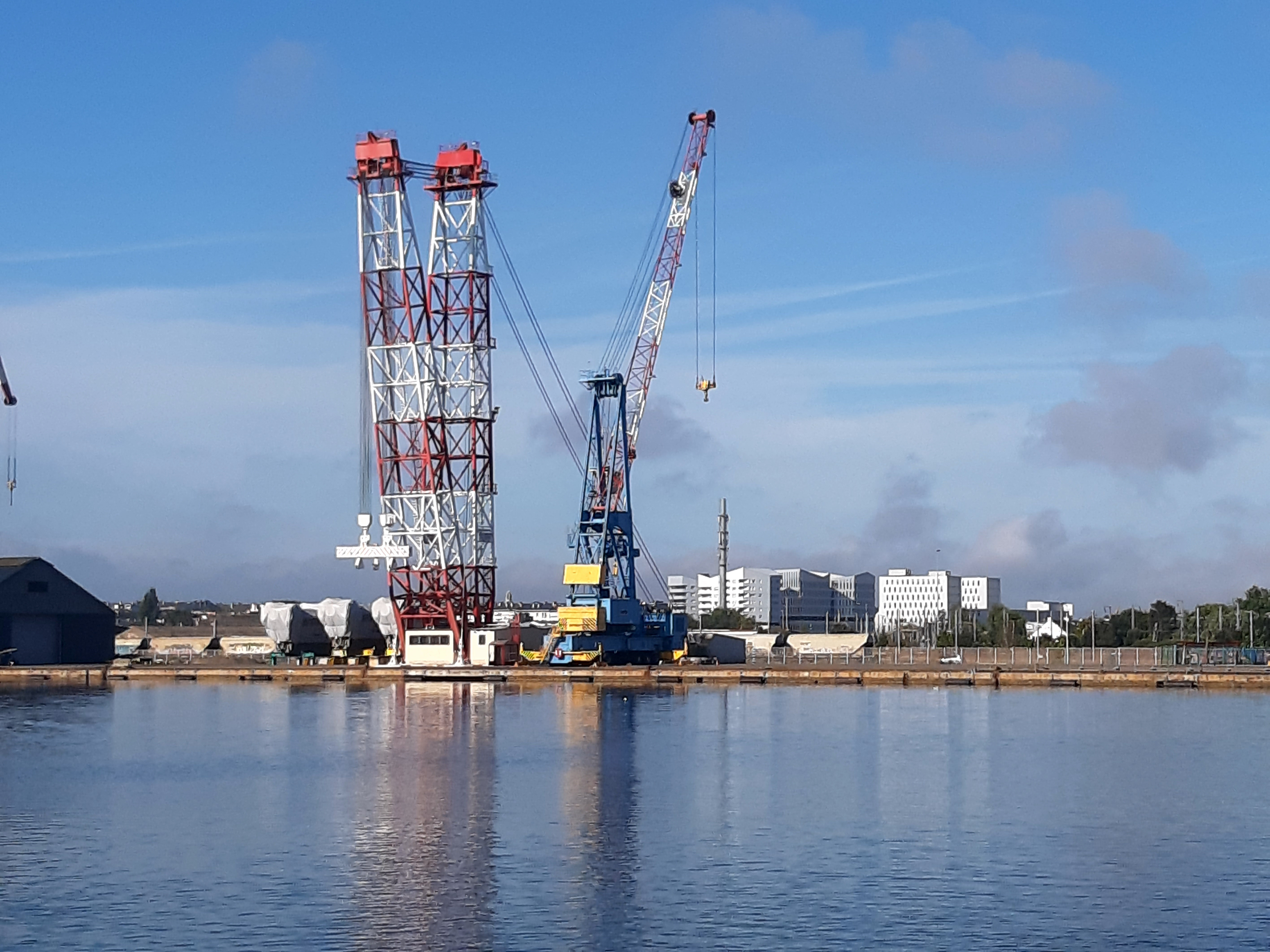
Bigue (400 tonnes) au quai des Charbonniers.

### Activités
Les moyens logistiques sont mis à la disposition des filières suivantes : construction mécanique et métallurgique, agroalimentaire, aéronautique.
Les infrastructures dédiées permettent également de répondre aux besoins liés au carénage, à la réparation et construction navale.
Une cinquantaine d'entreprises sont implantées sur le domaine du port, notamment les Chantiers de l'Atlantique.

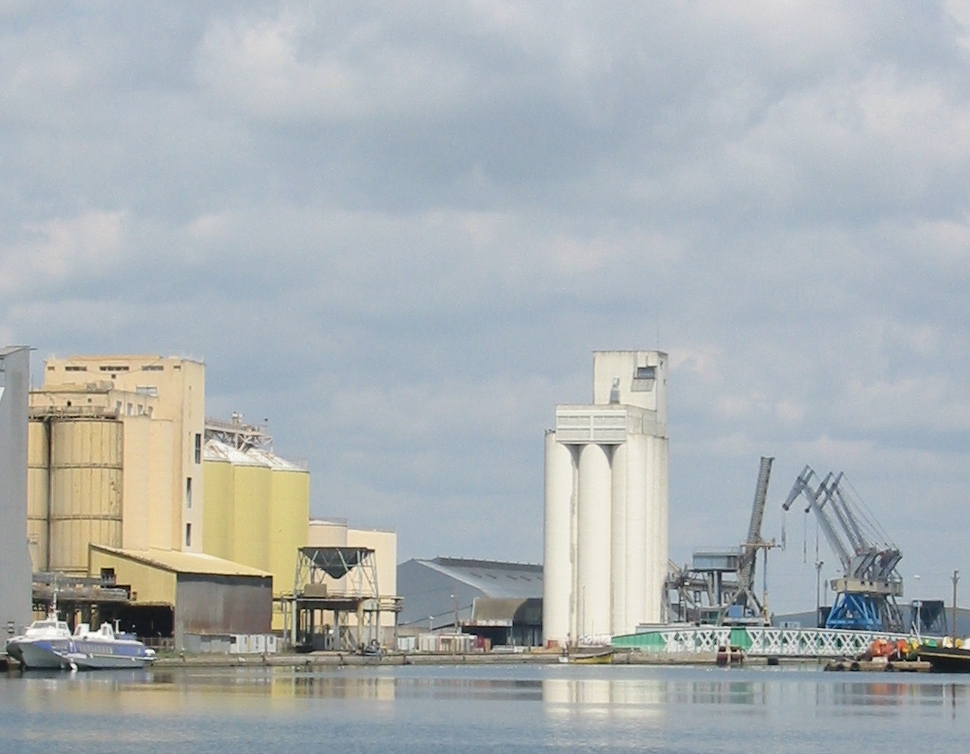
Usine Cargill de production d'huile de tournesol (quai Eugène Pereire) et silo céréalier (quai des Grands Puits).
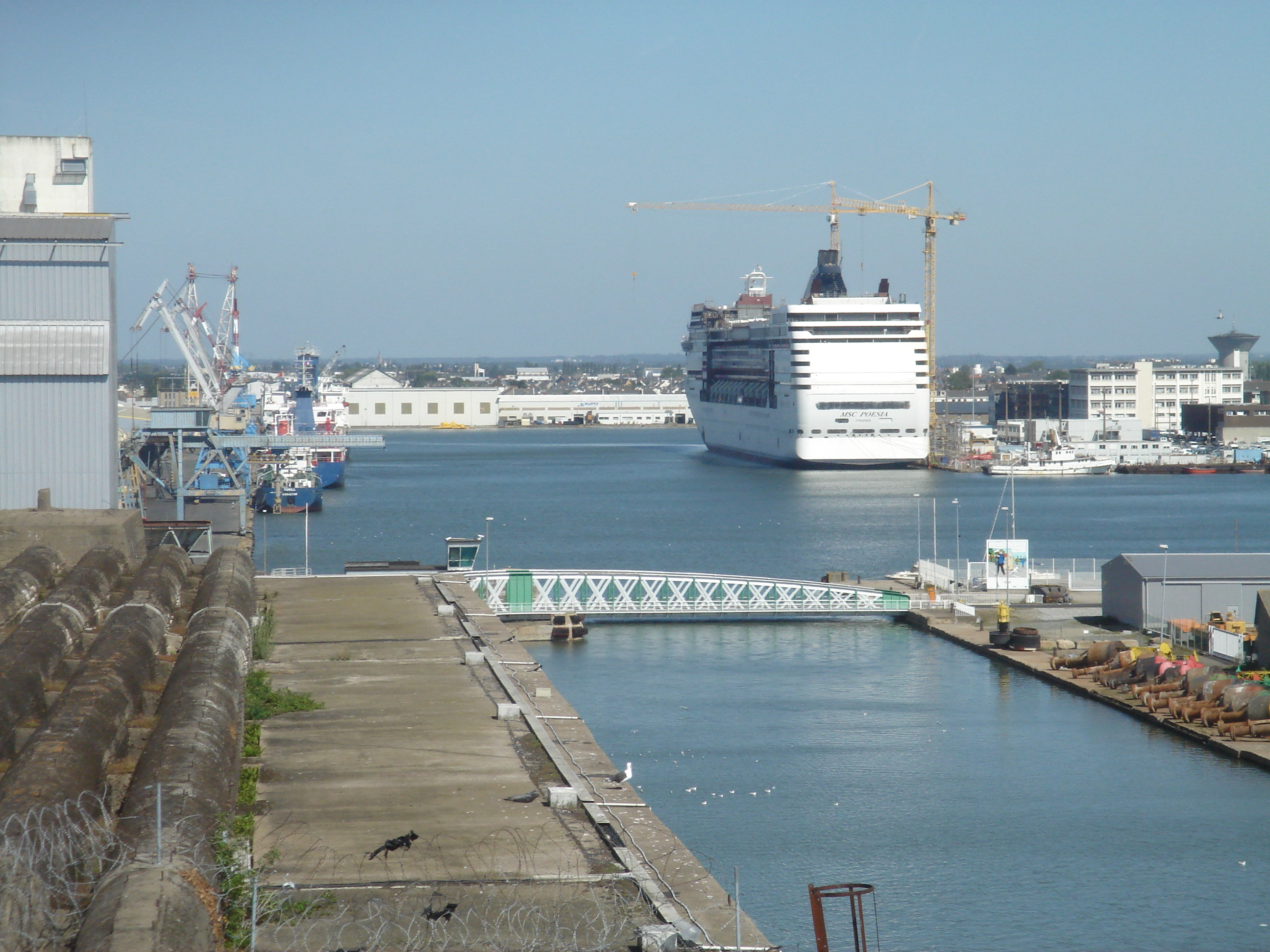
Construction navale : armement d'un paquebot au quai de Penhoët (pont du Pertuis au premier plan).

## Historique
Au début du XIXe siècle, Saint-Nazaire compte une centaine de maisons. En 1835, le « vieux môle » doté d'un phare est construit, offrant un abri aux bateaux des pilotes de la Loire. 
En 1838 est prise la décision de faire de Saint-Nazaire l'avant-port de Nantes et en 1856, le creusement du bassin de Saint-Nazaire est achevé. Le bureau du port, autrement dit la capitainerie, s'installe cette même année à proximité du quai de la Loire (aujourd'hui quai Demange), le long des écluses du chenal d'accès (aujourd'hui écluse Est). De cet endroit, il contrôle l'entrée principale du port de cette époque. La mutation du port refuge en un port de commerce et de passagers peut commencer. 
En 1855, les frères Pereire fondent la Compagnie générale maritime, qui prend le nom de Compagnie générale transatlantique en 1861. Chargée par l'État français d'assurer le transport du courrier vers les Antilles, le Panama et le Mexique, elle se saisit de l'opportunité pour créer une offre de transport de passagers vers ces destinations. Elle passe ainsi commande en 1862 de la construction de cinq paquebots au Chantier Scott, première société de construction navale établie à Saint-Nazaire
. La première ligne régulière de transport de passagers au départ de Saint-Nazaire est créée cette même année et la ville devient tête de ligne vers le port de Colón à l'entrée du canal de Panama, avec escales à Pointe-à-Pitre et Fort-de-France. Une autre ligne ouvre vers le port mexicain de Veracruz, avec escale sur l'île de Cuba, dans le port de La Havane.

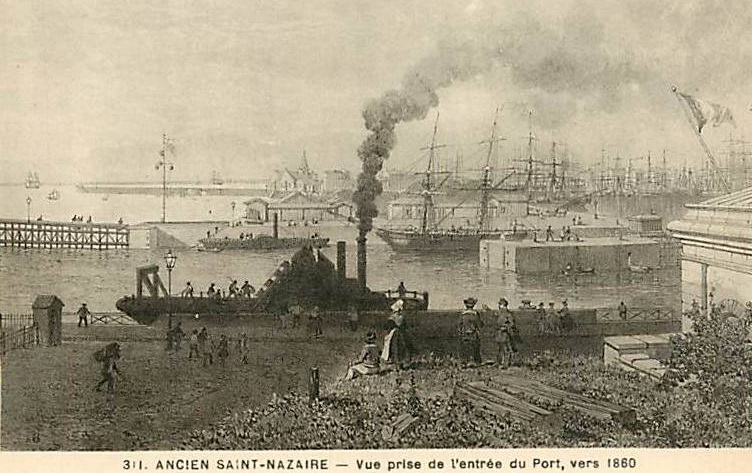
Entrée du port de Saint-Nazaire en 1860.
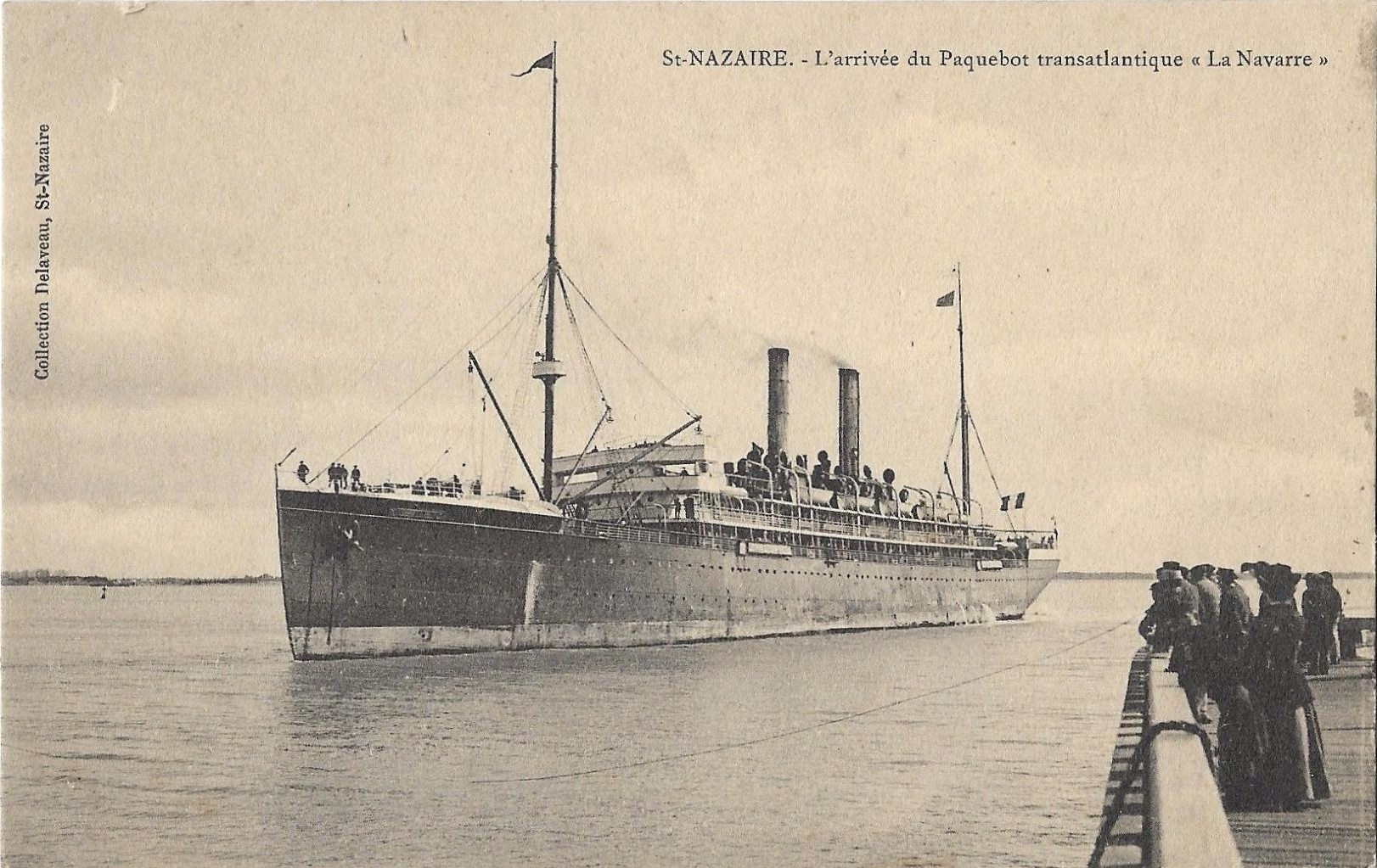
Arrivée du paquebot La Navarre (1893-1925).

En 1867, une gare ferroviaire de la  Compagnie du chemin de fer de Paris à Orléans est construite à proximité de la gare maritime, faisant de Saint-Nazaire le port de la façade Atlantique le plus proche de la capitale française. Les forges de Trignac, fondées à proximité en 1879, fournissent le chantier naval en plaques d'aciers constitutant la coque des paquebots. Le minerai est importé d'Espagne et le charbon, d'Angleterre.
Le bassin de Penhoët est quant à lui ouvert en 1881. Cette même année sont fondés les Chantiers de Penhoët, qui prennent la suite du Chantier Scott (1862-1870). Une nouvelle entrée par l'écluse Sud est ouverte en septembre 1907. Le bureau du port suit le basculement du trafic maritime et s'installe dès cette même année à l'extrémité du boulevard de l'Océan (actuel boulevard de Verdun), près du pont tournant et de la nouvelle écluse de l'entrée Sud.

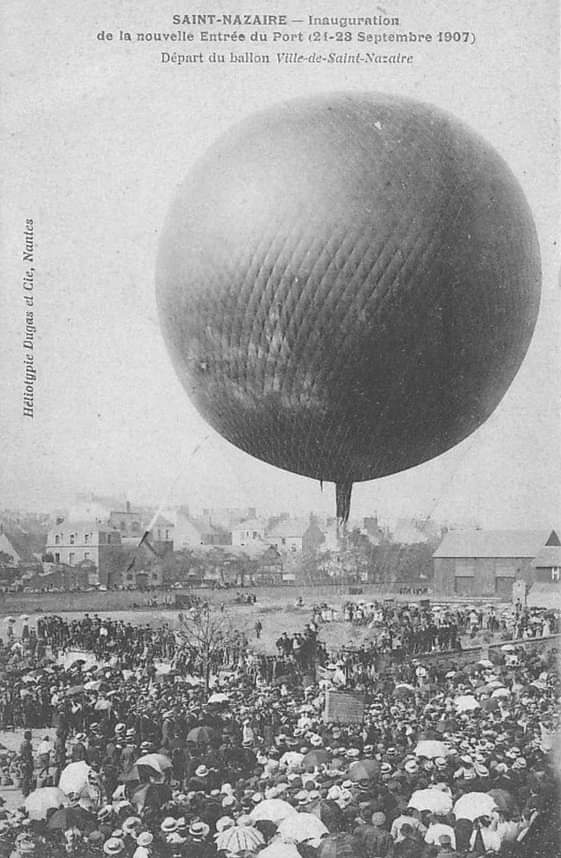
Inauguration de l'entrée sud du port de Saint-Nazaire du 21 au 23 septembre 1907.

L'usine élévatoire de Saint-Nazaire entre en service en 1911 après deux ans de travaux. Jusqu'à son arrêt en 1993, elle permet le maintien du niveau d'eau des bassins entre 5 et 6 mètres.

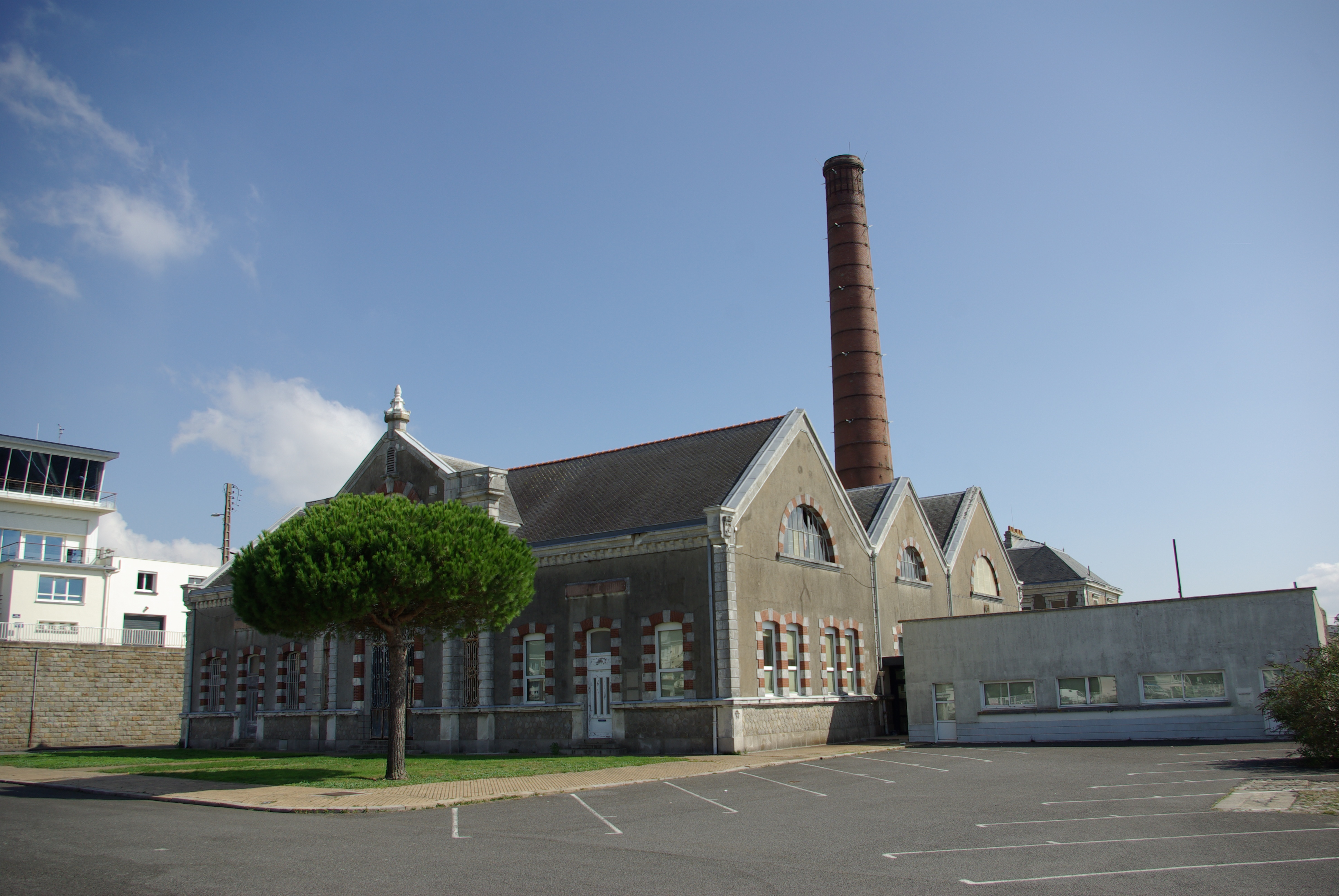
Usine élévatoire, dans le quartier du Petit Maroc.

L'entrée des États-Unis dans la Première Guerre mondiale prend effet le 6 avril 1917. A côté du port de Brest, l'État-major choisit celui de Saint-Nazaire pour le débarquement de ses troupes sur le sol français. Trois mois plus tard, au matin du 26 juin 1917, les trois premiers navires du corps expéditionnaire américain (le Tenadores, le Havana et le Saratoga) accostent secrètement dans le port. C'est l'amorce d'un flux ininterrompu jusqu'à l'armistice du 11 novembre 1918 de près de 200 000 « Sammies », de 50 000 chevaux et de 20 000 véhicules débarqués. L'encombrement des quais que cela entraîne contraint à développer dès 1917 une zone portuaire en amont. C'est ainsi que les Américains construisent des quais à Montoir-de-Bretagne et des appontements pétroliers à Donges. Afin de contenir la menace que constituent les mines et les sous-marins allemands, un centre d'aérostation maritime est construit par la marine nationale française sur la commune de Saint-Viaud en 1917 au lieu-dit « la Ville en Bois ». Les ballons dirigeables qui y sont stationnés surveillent la façade atlantique, de l'île d'Oléron à Belle-Île-en-Mer. Le 1er janvier 1918, le centre est cédé à l'US Navy et devient la Naval Aerostation de Paimbœuf. La surveillance de l'estuaire et des côtes prend de l'ampleur, avec près de 500 marins américains et quatre dirigeables, présents à la fin de la Première Guerre mondiale et totalisant plus de 250 sorties. Grâce à leur action, aucun convoi américain en provenance des États-Unis débarquant à Saint-Nazaire n'est coulé. 478 000 soldats américains rembarquent à la fin du conflit vers leur pays. D'une aviation maritime embryonnaire en 1914, la France passe en 1918 à une véritable force d'intervention comptant 36 centres, 2000 hydravions, avions ou dirigeables et 10 000 hommes de combat. Le Monument américain, rendant hommage aux soldats ayant débarqué à Saint-Nazaire, est inauguré en 1926.

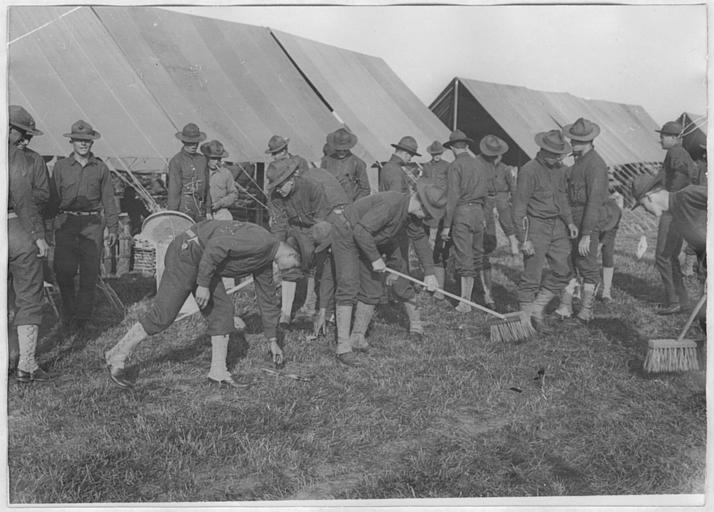
Camp de l'armée américaine de Villès-Martin en juillet 1917.
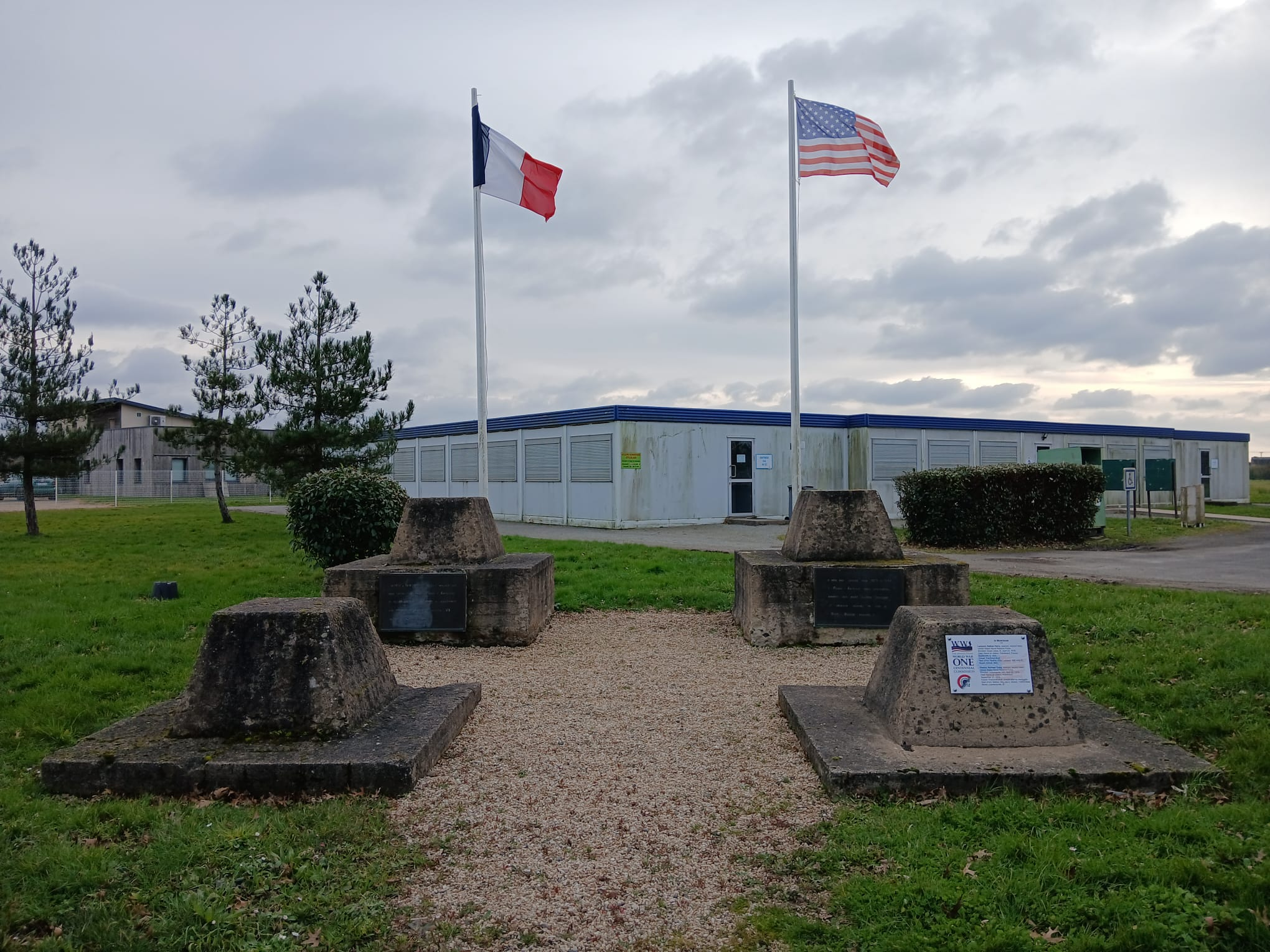
Mémorial américain de Paimbœuf.

Construit pendant la première guerre mondiale  au quai du Commerce par les Américains sur les plans de celui de Chicago, le terminal frigorifique présente une longueur de 168 m et une superficie de de 9 000 m2. Deux grues permettent jusqu'au début des années 2010 de décharger les navires. Appartenant au groupe de logistique sous température dirigée STEF, le terminal frigorifique est détruit début 2017.
De 1929 à 1933 ont lieu les travaux de construction de la forme écluse Joubert, permettant de construire, d'accueillir et de réparer des paquebots de plus en plus grands.

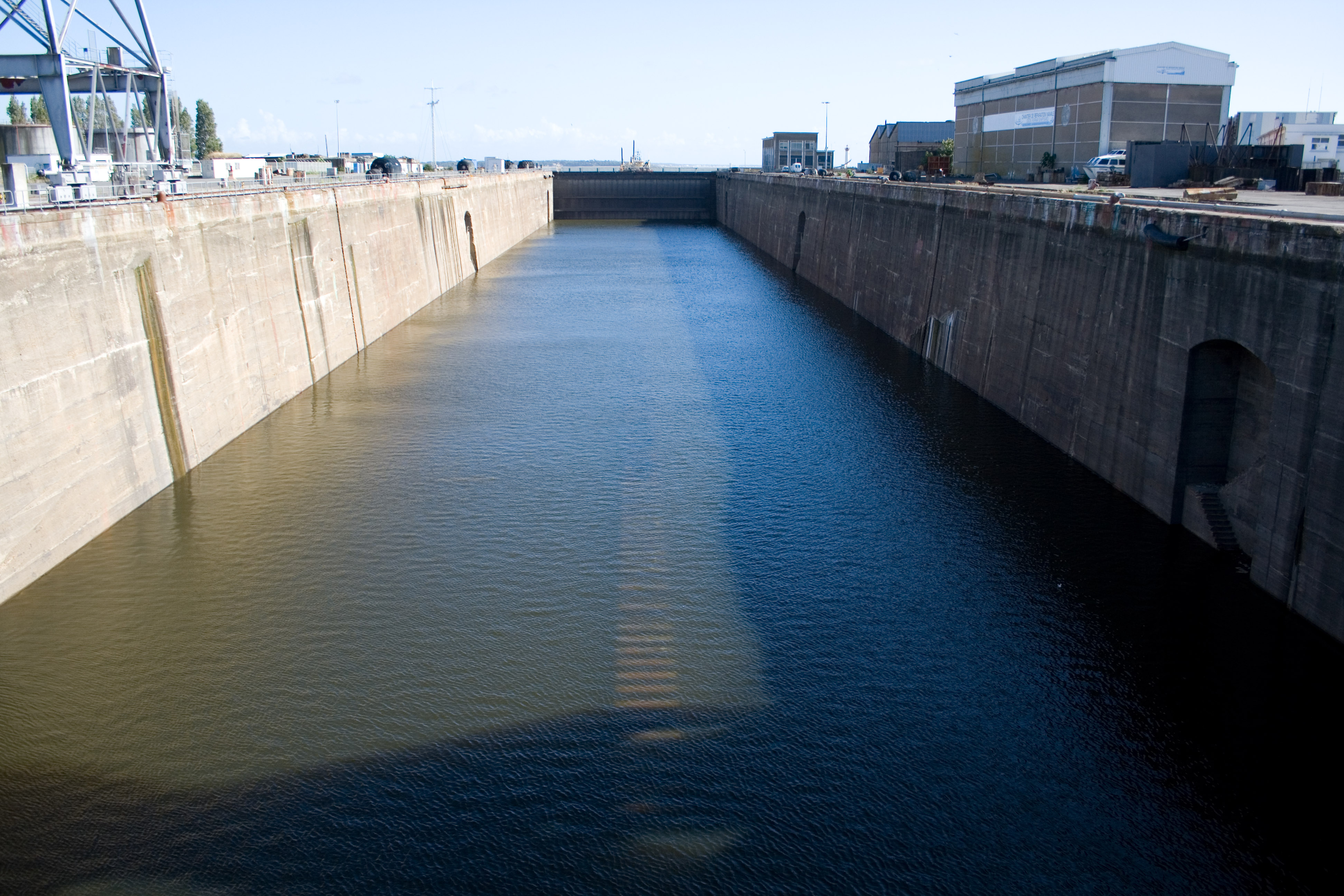
Forme-écluse Louis Joubert.

Après la nuit de Cristal du 9 au 10 novembre 1938, des centaines de Juifs, comprenant les intentions des Nazis, quittent le Vieux Continent pour les États-Unis, notamment depuis le port de Saint-Nazaire.
Dès le début de l'Occupation en juin 1940, un commandant allemand du port de Saint-Nazaire est nommé : le hafenkommandant Ernst Kellermann, qui restera en poste jusqu'en mai 1945. Il dispose d'un état-major chargé de réguler le trafic à l'intérieur des bassins et de deux compagnies militaires pour protéger les installations (écluses, grues).
De février 1941 à décembre 1943 s'effectuent les travaux de construction de la base sous-marine de Saint-Nazaire pour les besoins de la Kriegsmarine pendant la Seconde Guerre mondiale. Elle est édifiée en lieu et place de la gare maritime, des quais et du  bassin d'évitage de la Compagnie générale transatlantique, mettant un terme définitif au service de transport de voyageurs par paquebots transatlantiques.

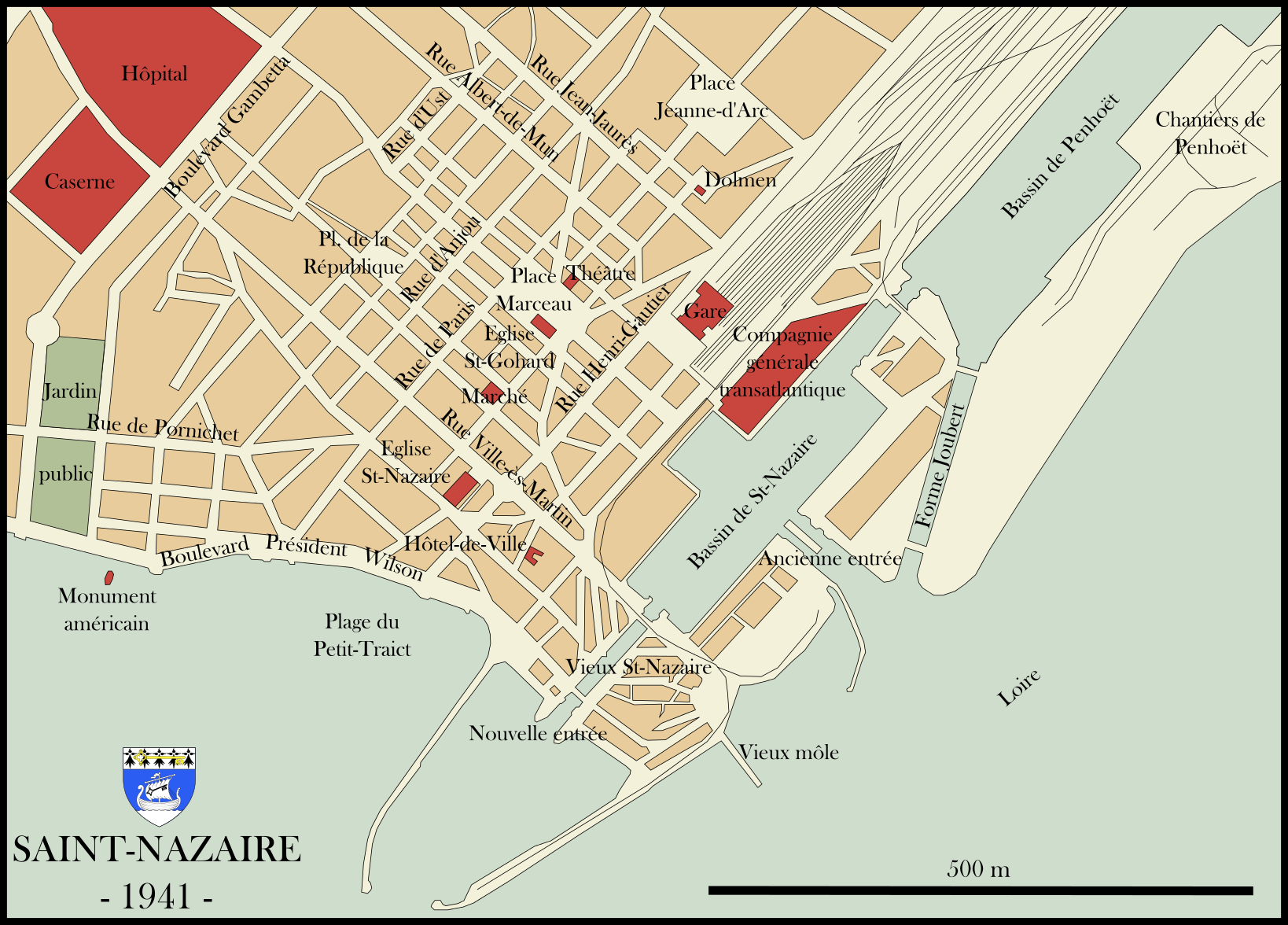
Plan du port en 1941.
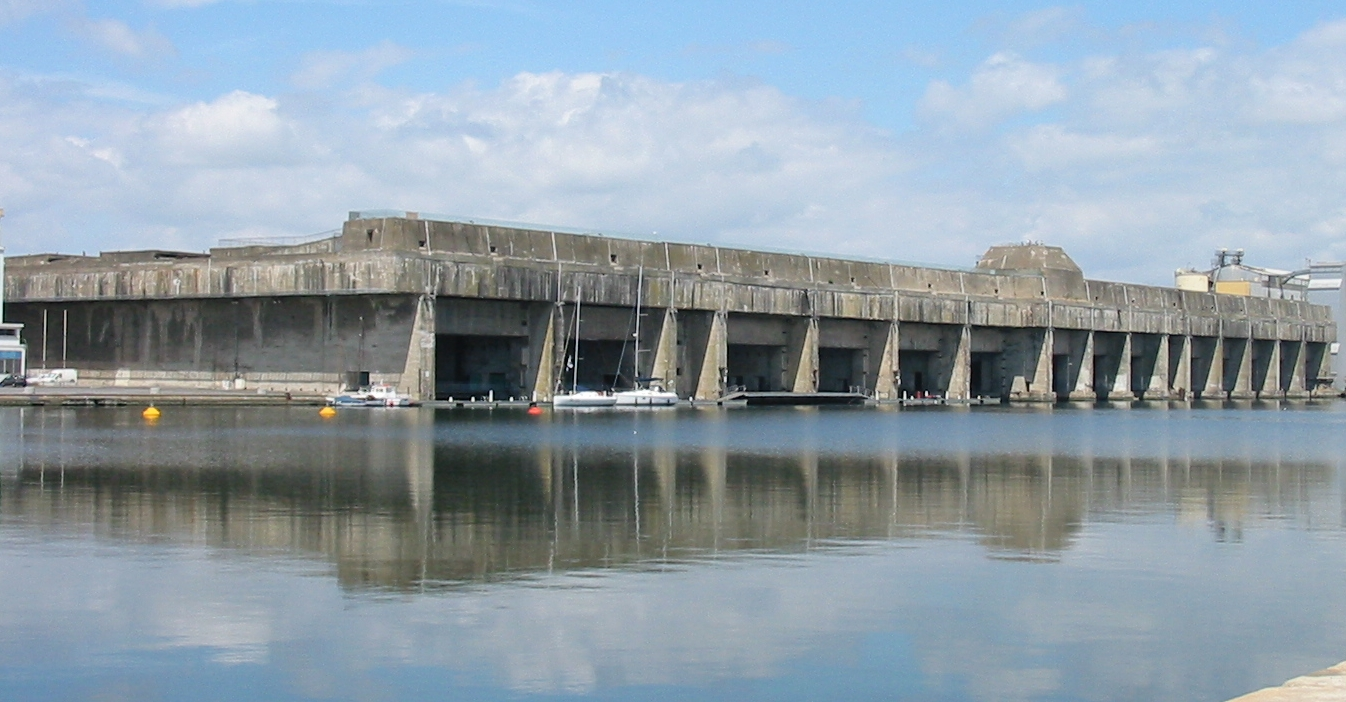
Base sous-marine allemande.

En mars 1942, l'opération Chariot permet à un commando britannique d'endommager la forme Joubert de manière à empêcher les cuirassés allemands de pouvoir y être réparés. Afin de se prémunir contre de nouveaux raids par voie maritime, les Allemands construisent le Grand Blockhaus de Batz-sur-Mer à partir d'octobre 1942, poussant les Alliés à privilégier les frappes par voie aérienne. Le port est ainsi frappé par le bombardement de Saint-Nazaire du 9 novembre 1942, entrainant le décès notamment de 134 apprentis des chantiers de Penhoët.
Dans les semaines qui suivent le débarquement en Normandie, les troupes allemandes se replient dans la région et créent une zone de résistance où les combats se poursuivirent, appelée poche de Saint-Nazaire. Celle-ci est libérée trois jours après la capitulation nazie, soit le 11 mai 1945. Ainsi, Saint-Nazaire et son port sont le tout dernier endroit libéré du joug nazi en Europe.
À la Libération, la ville de Saint-Nazaire est détruite à 85 %. Tout est à reconstruire, le redémarrage du port et des chantiers navals sont prioritaires. Le 15 août 1945, le premier Liberty Ship (navire de la liberté) américain fait escale à Saint-Nazaire. Les cargaisons américaines liées au plan Marshall suivront.
La nouvelle capitainerie fait partie du plan de reconstruction d'après-guerre. Les Ponts et chaussées commanditent à ce titre fin 1953 l'édification d'un nouveau bâtiment comportant un rez-de chaussée surélevé et un étage, proche de l'emplacement de la capitainerie précédente, sur le boulevard de Verdun. Inauguré le 9 octobre 1955, il accueille les services de la capitainerie, les bureaux de l'administration des Ponts et chaussées ainsi que les services de pilotage, installés auparavant à Nantes. Le bâtiment est conçu par l'architecte nazairien François Bréérette et s'inscrit dans le style architectural moderne classique. Il se démarque par sa rotonde qui surplombe le sas d'entrée et permet aux officiers de port de surveiller les bassins, l'écluse Sud et l'avant-port.

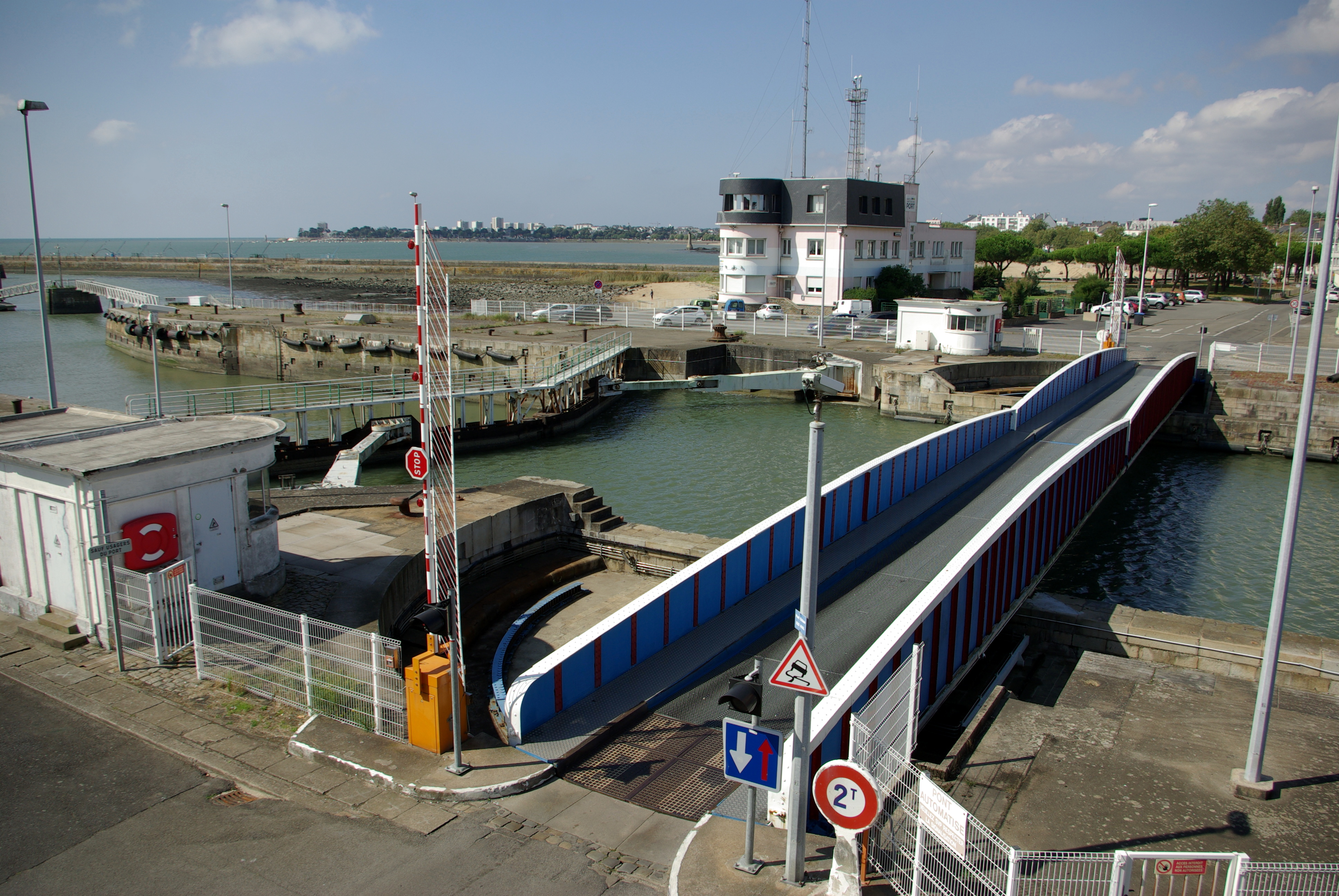
Entrée de l'écluse sud, pont tournant et capitainerie.

La manutention portuaire est gérée par la chambre de commerce et d'industrie de Saint-Nazaire et les aménagements sont sous la responsabilité de l'administration des Ponts et chaussées jusqu'au 1er avril 1966, date à laquelle le port de Nantes et celui de Saint-Nazaire sont réunis au sein d'une entité unique, le port autonome de Nantes Saint-Nazaire, un établissement public de l'État.
En 1983, les capitaineries de Nantes et de Saint-Nazaire sont réorganisées en un service unique ayant compétence sur l'ensemble de l'estuaire. Le bâtiment de la capitainerie de Saint-Nazaire est doté cette même année d'un second étage et une salle panoramique est mise en place. Avec l'appui des trois radars (Mindin, L'Herbaudière, Lavau-sur-Loire), les officiers de port assurent, sous l'autorité du commandant de port, une permanence continue pour contrôler les entrées et sorties des navires marchands dans l'estuaire tout en assurant la sécurité et la sûreté portuaire.
Le 9 octobre 2008, le port autonome devient Grand port maritime de Nantes Saint-Nazaire.

## Plan

Plan du port de Saint-Nazaire.

- 1 : Vieux môle
- 2 : Quartier du Petit Maroc
- 3 : Ecluse Sud
- 4 : Ecluse Est
- 5 : Base sous-marine allemande
- 6 : Forme Joubert
- 7 : Bassin de Saint-Nazaire
- 8 : Bassin de Penhoët
- 9 : Avant port

## Univers de fiction
Dans le treizième album Les Sept Boules de cristal de la série de bande dessinée Les Aventures de Tintin, les événements conduisent le professeur Tournesol, Tintin, le capitaine Haddock dans le port de Saint-Nazaire. Une série de vignettes de grande taille jalonne le parcours de ces personnages dans le port.

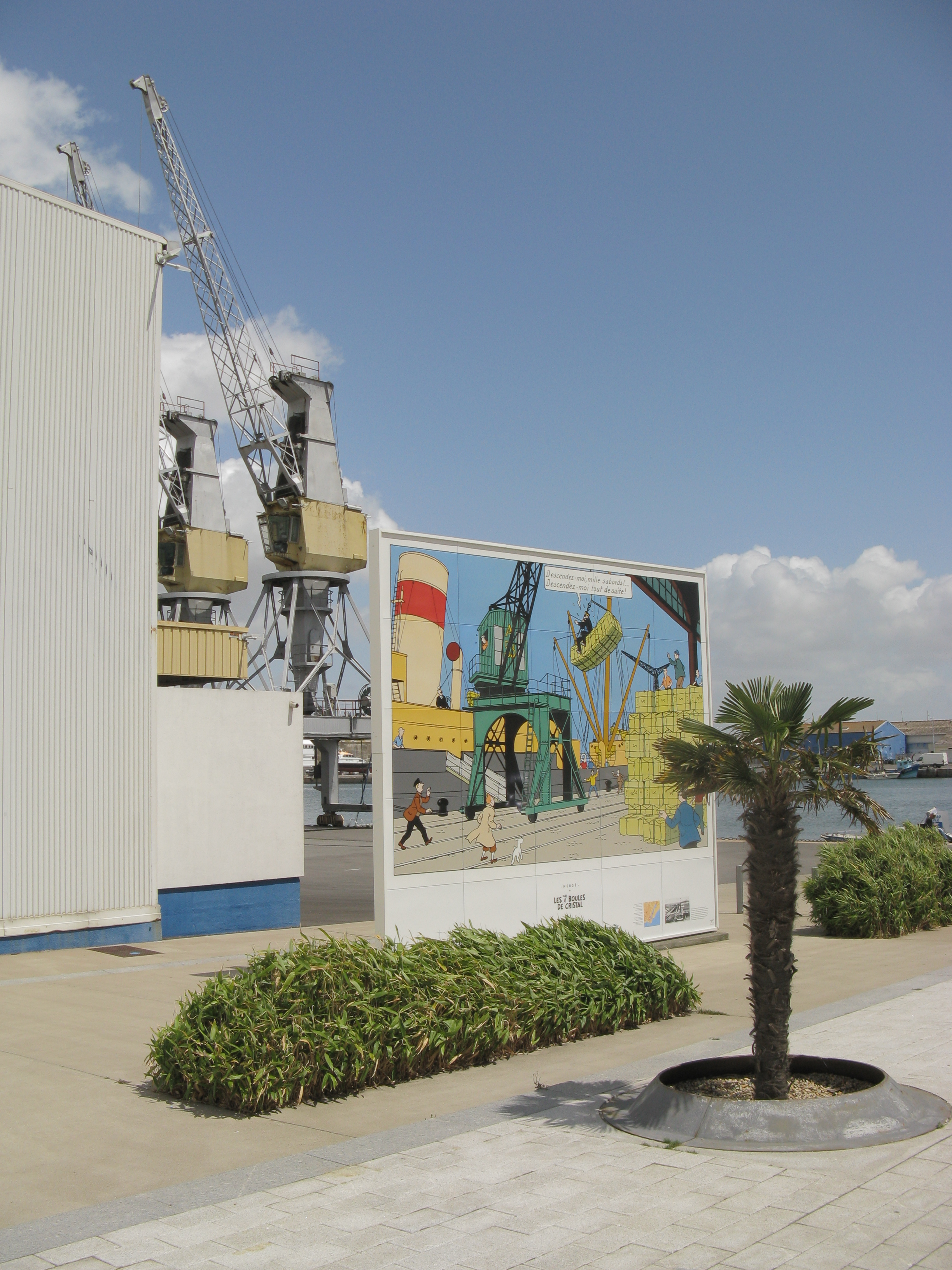
Vignette de Tintin au quai du Commerce.